# حمل‌کننده (کالای غیرمجاز)

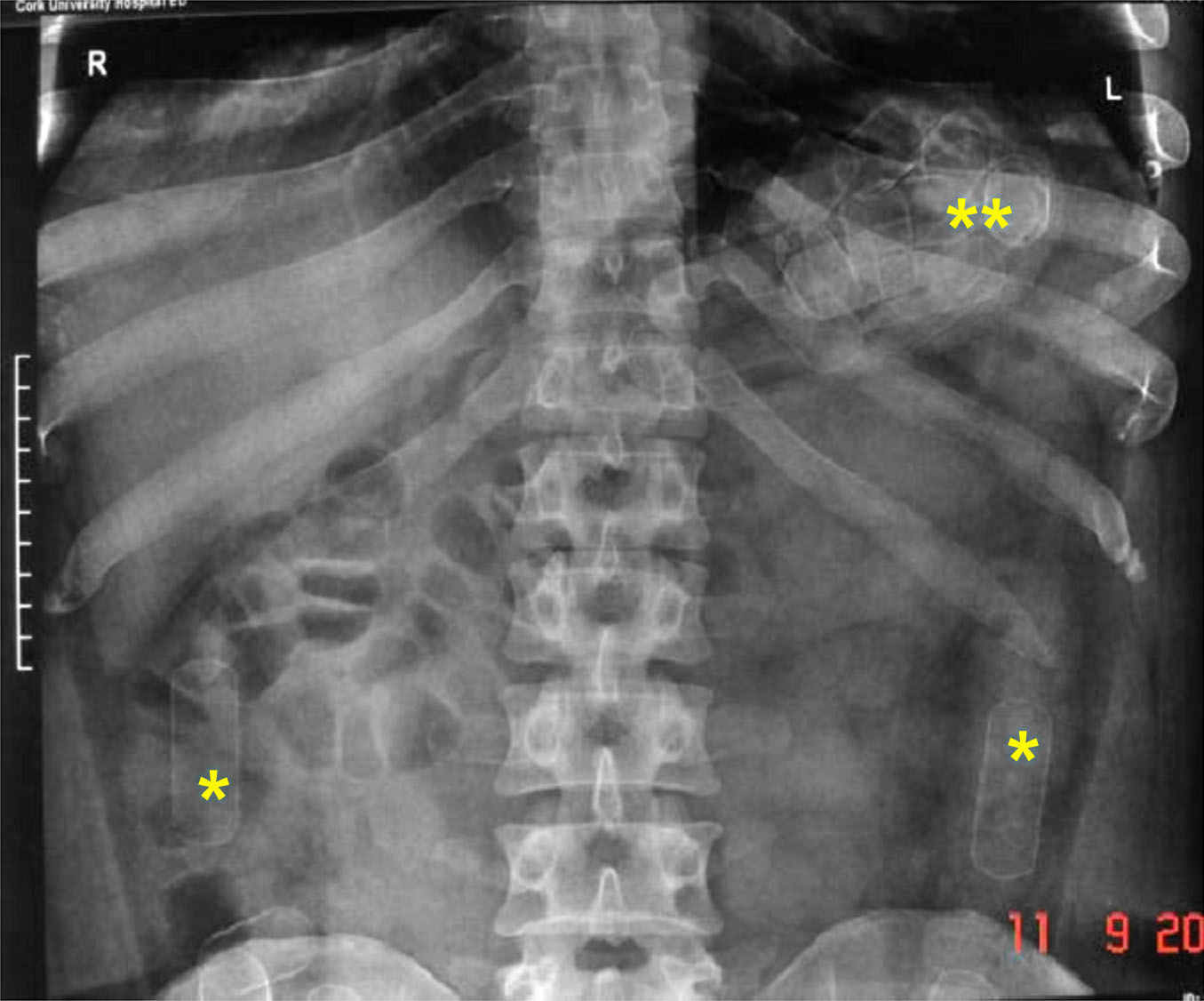
رادیوگرافی ساده از شکم یک «قاچاقچی» (حمل‌کننده مواد) که کپسول‌های دارو را نشان می‌دهد

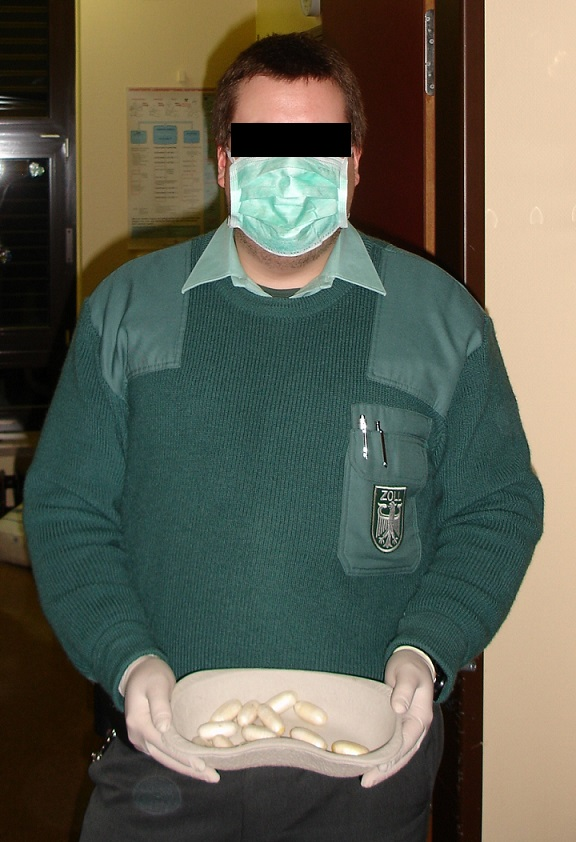
افسر گمرک آلمان با ظروف کوکائین توقیف شده (بادی پک)

حمل‌کننده کالای غیرمجاز یا بادی پکینگ (به انگلیسی: Mule (smuggling)) کسی است که شخصاً برای یک سازمان قاچاق کالای غیرمجاز آن طرف مرز (برعکس ارسال با پست و غیره) انجام می‌دهد. این افراد برای کاهش خطر گرفتار شدن خود، قاچاقچی‌هایی را به کار می‌گیرند. روشهای قاچاق شامل پنهان کردن کالا در وسایل نقلیه یا وسایل حمل شده، پنهان کردن آن در بدن انسان یا استفاده از بدنه کانتینر است.
در مورد قاچاق موادمخدر، اصطلاح قاچاقچی مواد مخدر یا سوداگر مرگ اعمال می‌شود. از دیگر اصطلاحات عامیانه می‌توان به کیندر سورپرایز و تخم‌مرغ عید پاک اشاره کرد. گاهی نیز تجارت مورچه نامیده می‌شود.
روش‌های قاچاق شامل مخفی کردن کالا در وسیله نقلیه، چمدان، یا لباس است.